# Lucio Valerio Mesala Voleso
Lucio Valerio Mesala Voleso (en latín, Lucius Valerius Messalla Volesus) fue un político romano. Senador durante el reinado de Augusto, llegó a ocupar el puesto de primer cónsul, con Cinna como segundo cónsul.

## Familia
Su padre, Potito Valerio Mesala, ya había sido cuestor, procónsul y hasta prefecto de la ciudad de Roma. 

## Carrera política
Mesala sirvió como triunviro para la hacienda romana (se encomendaba a tres personas reputadas la administración de esta) y cónsul en el año 5 (si bien, en el Imperio no era un cargo con las mismas responsabilidades que durante la República romana) para pasar a ser procónsul en la provincia romana de Asia.
Al final de su carrera, fue acusado de Crímenes contra la humanidad y encontrado culpable de los cargos Aunque no conservamos el texto, Augusto escribió sobre la caída de L. V. Mesala en su libro, de Voleso Mesala. En su proconsulado fue cruel con sus administrados, lo que llegó a conocimiento de Augusto, quien emitió un decreto condenándolo a través del senado romano. Se dijo que había condenado a ser decapitadas a 300 personas en un solo día y que cabalgó sobre sus cabezas diciendo que era un espectáculo real o más que real, ya que ningún rey lo había hecho antes.